# Parábola del juez inicuo y la viuda importuna

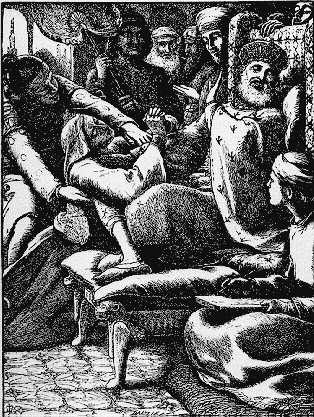
Ilustración de la Parábola del juez injusto (Lucas 18:1-9), realizada por John Everett Millais para la obra The Parables of Our Lord (1863). En ella, una viuda arrodillada pide la atención de un juez quien, sentado en su lujoso asiento y medio hundido en cojines, mira en otra dirección. Alrededor del juez se encuentran varios secretarios, uno de los cuales busca disuadir a la viuda para que desista de su petición.

La parábola del juez inicuo y la viuda importuna, llamada también parábola del juez injusto, parábola del juez inicuo, o parábola del juez y la viuda, es una comparación o semejanza propia del Evangelio de Lucas (18,1-8), que antecede inmediatamente a la parábola del fariseo y el publicano (18, 9-14).
El evangelista Lucas antepone a la parábola su propia introducción, para señalar que el objetivo de esa narración breve es enseñar que es necesario orar con insistencia y sin desanimarse. Para eso utiliza expresiones típicamente paulinas: «orar siempre» y «sin desfallecer». Sin embargo, el sentido más profundo de la parábola parece apuntar a uno de los ejes principales de la predicación de Jesús de Nazaret tal como se presenta en el Evangelio de Lucas: la importancia de depositar la confianza en Dios, aún ante la injusticia y el infortunio. El evangelista pone la parábola en labios de Jesús, quien utiliza como método didáctico un argumento a fortiori: si una petición presentada de forma sostenida llega a persuadir a un juez injusto, cuánto más la plegaria persistente y confiada de los discípulos será escuchada por Dios, quien defiende a sus elegidos.

## La parábola y su fuente

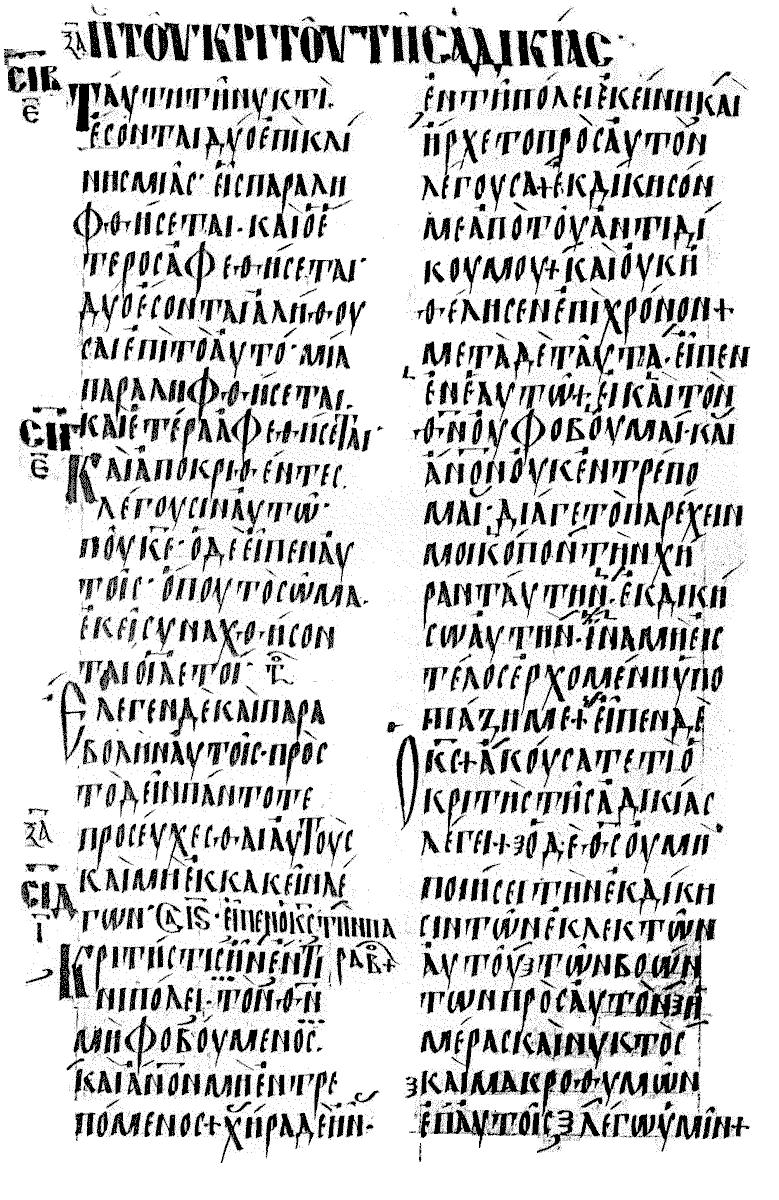
Codex Vaticanus 354 (año 949). El folio presenta la sección del Evangelio de Lucas 17,34-18,8, que incluye la parábola del juez inicuo y la viuda importuna.

La parábola de la viuda y el juez se encuentra únicamente en el Evangelio de Lucas, y contiene una serie de elementos característicos de las narraciones lucanas: la necesidad de la oración insistente y sin desmayo, la predilección por los personajes femeninos, el tema de los pobres y los ricos, y la confianza extrema en Dios que escucha a quien clama por justicia.

[Jesús] 1Les decía una parábola para inculcarles que era preciso orar siempre sin desfallecer. 2«Había un juez en una ciudad, que ni temía a Dios ni respetaba a los hombres. 3Había en aquella ciudad una viuda que, acudiendo a él, le dijo: “¡Hazme justicia contra mi adversario!” 4Durante mucho tiempo no quiso, pero después se dijo a sí mismo: “Aunque no temo a Dios ni respeto a los hombres, 5como esta viuda me causa molestias, le voy a hacer justicia para que no venga continuamente a importunarme.”» 6Dijo, pues, el Señor: «Oíd lo que dice el juez injusto; 7y Dios, ¿no hará justicia a sus elegidos, que están clamando a él día y noche, y les hace esperar? 8Os digo que les hará justicia pronto. Pero, cuando el Hijo del hombre venga, ¿encontrará la fe sobre la tierra?»
Lucas 18, 1-8
Traducción de la Biblia de Jerusalén

La mayoría de los especialistas actuales acepta que la parábola de la viuda y el juez tendría por origen la fuente L, una fuente hipotética propia del Evangelio de Lucas.

## Personajes de la parábola

### La viuda

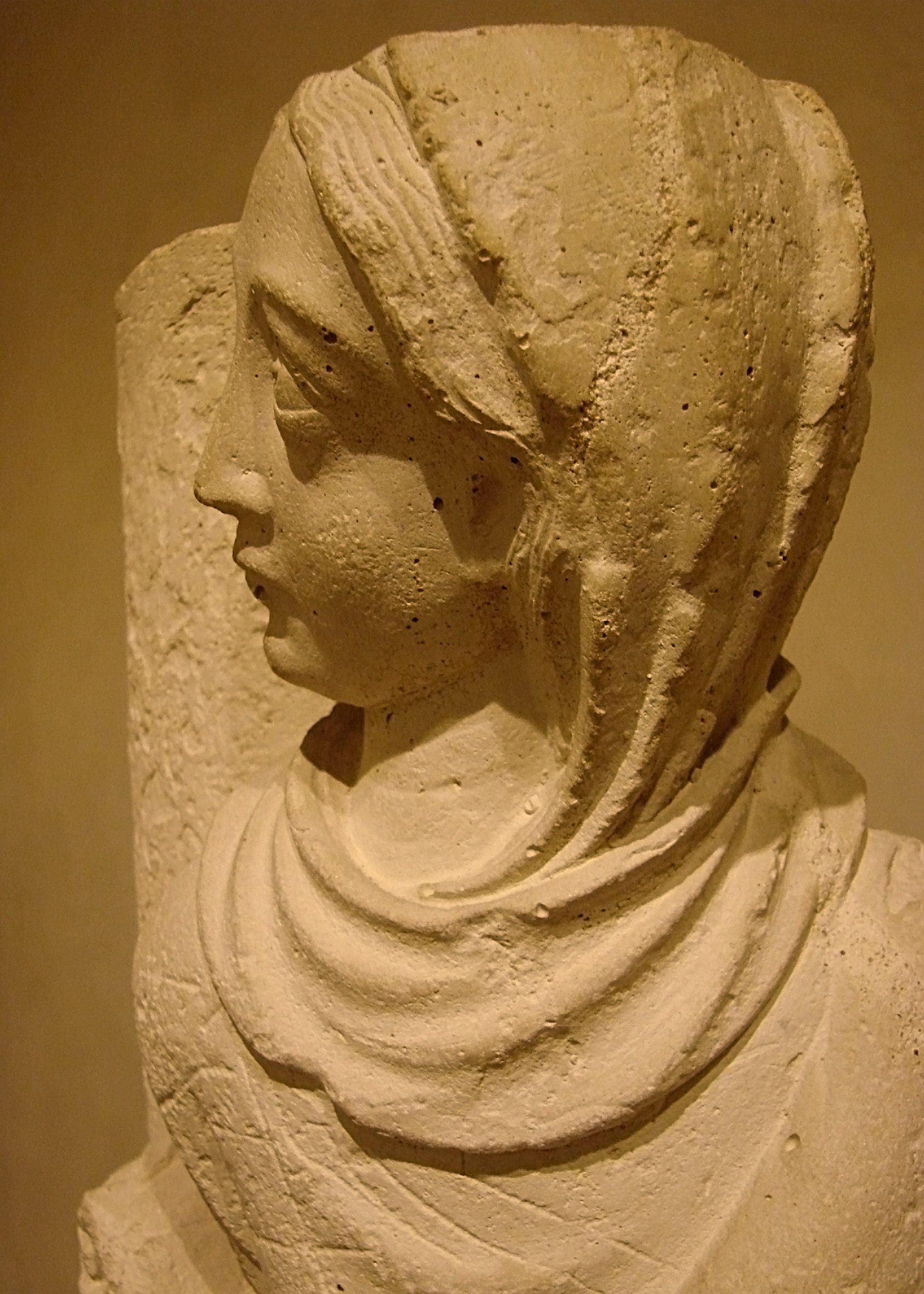
Estatua que representa a la viuda de Sarepta, personaje bíblico (I Reyes 17, 8-24), tipo del desamparo y de la indefensión.

La viuda de la parábola no es obligadamente una anciana. En la sociedad judía del siglo I, el casamiento tenía lugar a edad temprana: las muchachas contraían matrimonio generalmente entre los 13 y 14 años, lo que conllevaba la existencia de viudas muy jóvenes. La viuda presenta su demanda ante un solo juez y no ante un tribunal, lo que significa que la parábola se relaciona con una cuestión de dinero. Probablemente se trataba de una deuda, una hipoteca, o una parte de la herencia de la viuda que le era retenida. En general las viudas pertenecían a la clase pobre y representaban el caso típico de la desgracia y la indefensión. En el Antiguo Testamento ellas aparecen con frecuencia como objeto de explotación por parte de los prepotentes. Las viudas y los huérfanos eran el tipo del desamparo: un ejemplo de ello lo constituye el pasaje del Primer libro de los reyes 17, 8-24, en el que el profeta Elías socorre dos veces a una viuda de Sarepta: primero, evita que muera de hambre, y luego devuelve la vida a su hijo. El Evangelio de Lucas reitera este tipo de personaje en distintos pasajes (Lucas 2, 37; Lucas 4, 25-26; Lucas 7, 12; Lucas 20, 47; Lucas 21, 2-3, la ofrenda de la viuda).

### El juez
La calificación del juez como «inicuo» o injusto sugiere que se trata de una persona que se deja comprar o sobornar, lo que calza a la perfección con el comentario de la parábola: que no le importaba lo que pudieran decir de él. Josef Schmid apunta que no era un caso de excepción sino, por el contrario, era el tipo normal del juez oriental. La literatura antigua muestra muchos ejemplos con descripciones similares aplicadas de preferencia a personajes públicos conocidos.
La viuda configuraba el prototipo del personaje pobre, y no estaba en situación de hacer ningún regalo para congraciarse con el juez o con sus asistentes. Según Joachim Jeremias, el adversario de la viuda en el proceso podría ser un hombre acaudalado e influyente.

## Significado de la parábola

### «¡Hazme justicia contra mi adversario!»
La viuda no hacía otra cosa que presentarse al juez. En el mundo antiguo la mujer estaba prácticamente indefensa. Más aún una viuda, sin marido que la apoyase y sin influencia social ante el poderoso, dependía exclusivamente de su entereza y tenacidad inquebrantable. Solo podía combatir con aquel grito insistente y perseverante con el que reclamaba justicia.
El Evangelio de Lucas se caracteriza por las numerosas mujeres que aparecen como personajes, en línea con el papel calificado que tuvieron las mujeres en las comunidades fundadas por Pablo de Tarso. En el marco de la sociedad del siglo i en que la mujer era marginada de todo derecho, la elección de una mujer —la viuda— como sujeto de la parábola y como comparación positiva frente a un juez corrupto, la convierte en personaje de identificación para todos los seres humanos. Es decir, es una mujer la que representa para el evangelista la conducta que ha de tener cualquier ser humano ante Dios —una protesta implícita contra la predominancia de las categorías masculinas—.

### «Le voy a hacer justicia para que no venga continuamente a importunarme»
Sin explicitar los motivos, el juez hacía caso omiso de las demandas de la viuda; literalmente «no quería». Finalmente cedió, pero no por sentirse motivado a administrar justicia, sino por temer que la cantinela de la viuda se prolongara indefinidamente. La displicencia del juez que ni temía a Dios ni respetaba a los hombres quedó minada por la tenacidad de una pobre viuda. Así, el carácter de la viuda, que aparenta ser el más débil en la narración, es finalmente el que prevalece: llega a controlar incluso los pensamientos del juez.
La parábola del juez que no teme a Dios ni a los hombres pero que termina por atender a una pobre viuda refiere en particular a la oración de quienes piden justicia sin obtener al principio una respuesta aparente. La instauración del Reino de Dios, tal como la predica Jesús de Nazaret, siempre involucra la justicia para los oprimidos. La viuda termina por coadyuvar a la instauración de la justicia, no denunciando al juez, sino demandando que cumpla con su obligación.

### Conclusión: «Y Dios, ¿no hará justicia a sus elegidos, que están clamando a él día y noche...?»

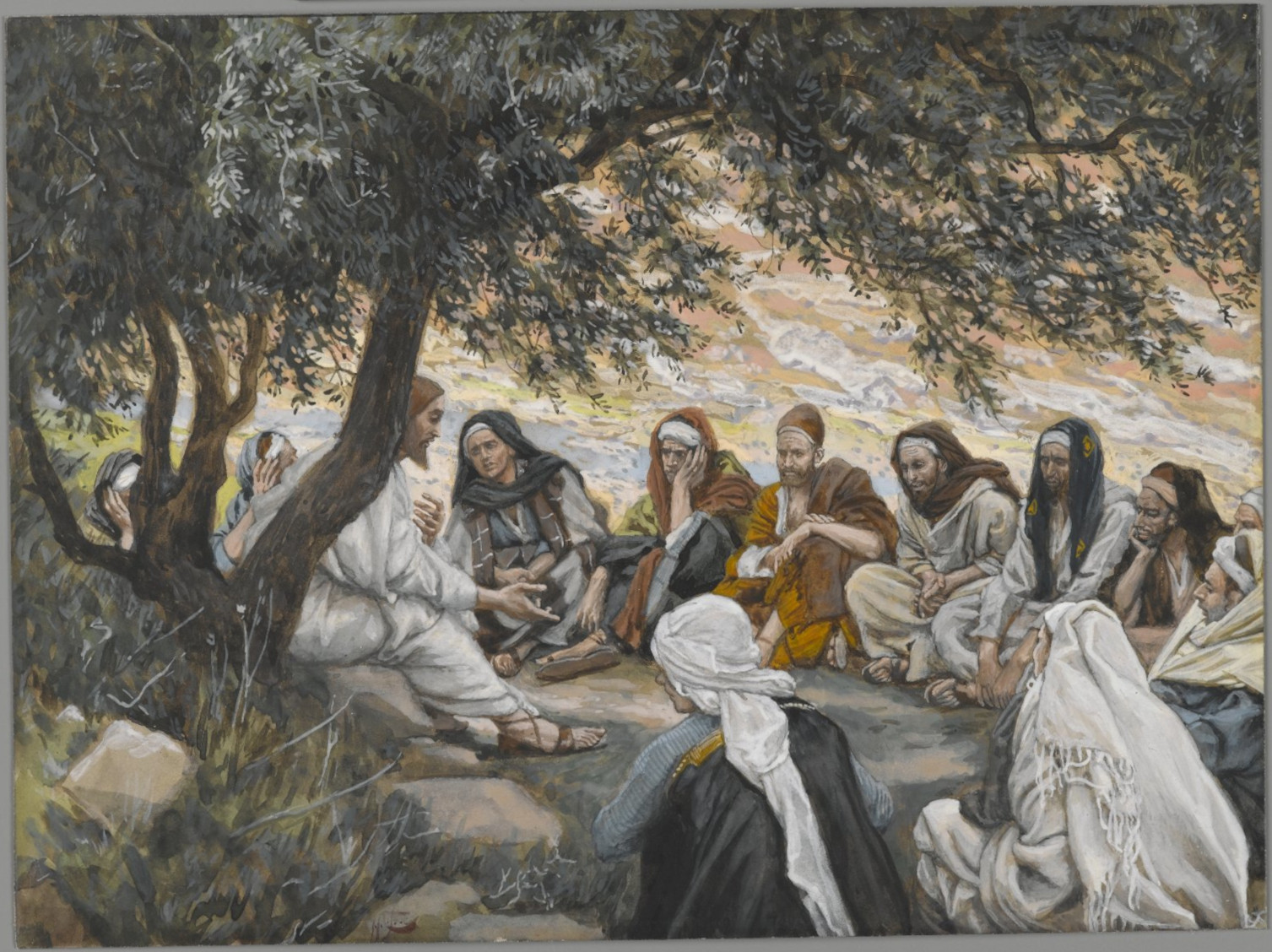
Recommandation aux apôtres [Recomendación a los apóstoles] (1886-1894), obra de James Tissot. Museo Brooklyn.

En el Evangelio de Lucas, Jesús de Nazaret utiliza repetidamente el recurso comparativo (más precisamente, argumentos a minori ad maius) para señalar que no se puede esperar de Dios Padre una reacción más baja que la de un ser humano con malas entrañas.

¿Qué padre hay entre vosotros que, si su hijo le pide un pez, en lugar de un pez le da una culebra; o, si pide un huevo, le da un escorpión? Si, pues, vosotros, siendo malos, sabéis dar cosas buenas a vuestros hijos, ¡cuánto más el Padre del cielo dará el Espíritu Santo a los que se lo pidan!»
Evangelio de Lucas 11, 11-13

En la parábola del juez y la viuda, Jesús señala que Dios Padre escuchará los ruegos de quienes pidan justicia si perseveran en su pedido con fe y confianza, y dejan de lado respuestas alternativas como pueden ser la violencia y la venganza. Más allá de la perseverancia en la súplica, la parábola de Jesús de Nazaret remarca la seguridad de que la plegaria siempre es atendida por Dios.